# Amt Züssow
Het Amt Züssow is een samenwerkingsverband van 14 gemeenten in het  Landkreis Vorpommern-Greifswald in de Duitse deelstaat Mecklenburg-Voor-Pommeren. Het amt telt 11.456 inwoners. Het bestuurscentrum bevindt zich in Züssow. 

## Gemeenten
1. Bandelin (531)
2. Gribow (138)
3. Groß Kiesow (1.271)
4. Groß Polzin (400)
5. Gützkow, Stad (2.967)
6. Karlsburg ( x)
7. Klein Bünzow (673)
8. Lühmannsdorf ( x)
9. Murchin (760)
10. Rubkow (614)
11. Schmatzin (280)
12. Wrangelsburg (235)
13. Ziethen (440)
14. Züssow * (1.306)